# Auzatellodes
Auzatellodes là một chi bướm đêm thuộc phân họ Drepaninae.